# وزير

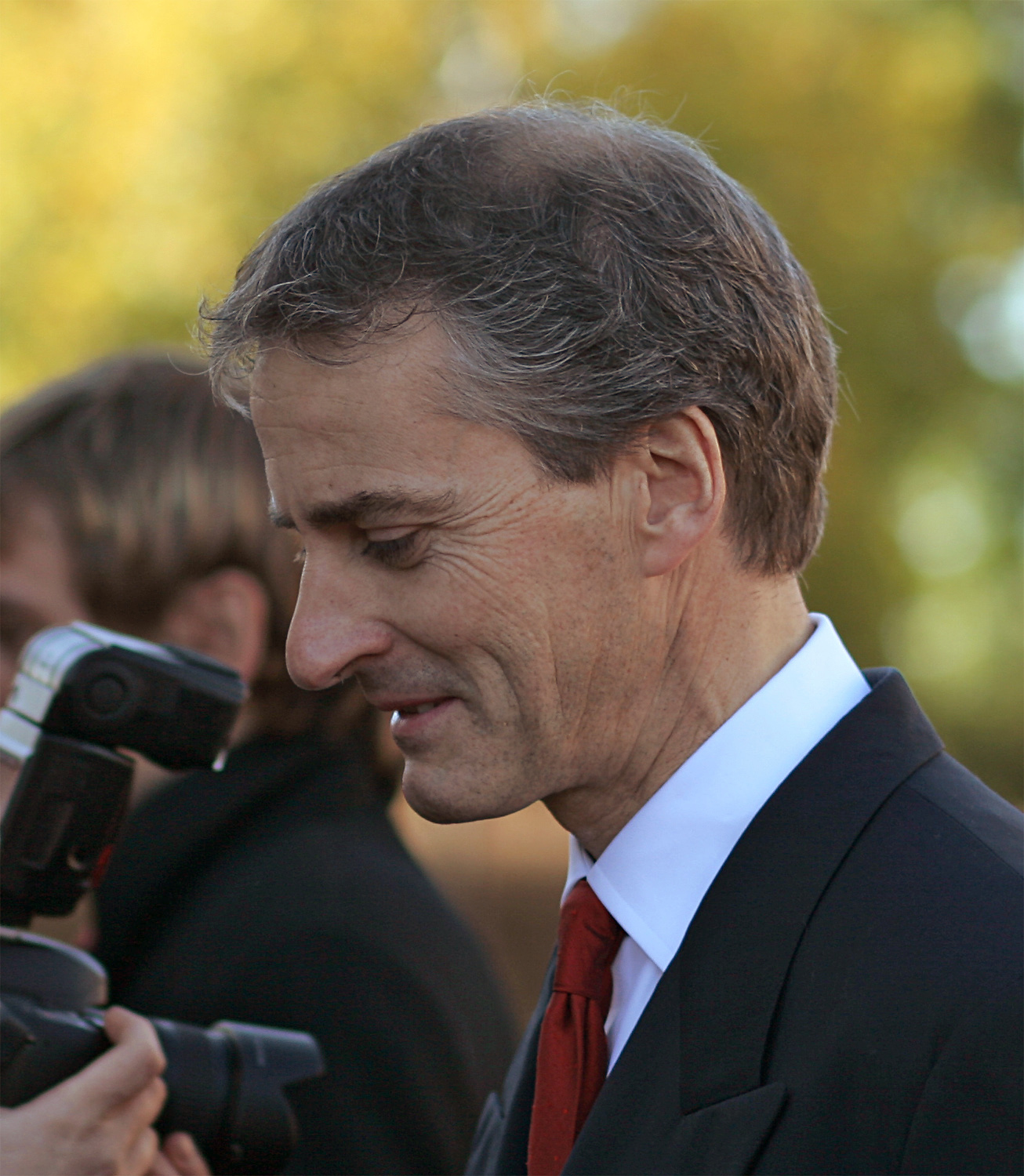

الوزير هو عضو في حكومة دولة ما، يقودها رئيس الوزارة، يعين ليتولى وزارة متخصصة أو في منصب وزير دولة. يعينه عادة رئيس مجلس الوزراء.

## الاشتقاق
اشتُقت كلمة وزير من كلمة وِزر، وهي تعني الحمل الثقيل والمرهق والشاق. ورأي يقول أنها مأخوذ من الوَزَر الذي هو الملجأ، وقيل أيضا أنها مشتقة من الأزْر، وهو الظهر.

## تعريف آخر
وزير الدولة أو كاتب الدولة في بعض البلدان، هو وزير بلا وزارة، ويكون عضوًا في مجلس الوزراء وله حق التصويت. يرتبط مباشرة برئيس مجلس الوزراء.

## التعيين
يوجد اختلاف سياسة تعيين الوزراء حسب قوانين الحكومات المختلفة في دول العالم. فمثلا بعض الدول التي يكون الحكم فيها جمهوري فيقوم رئيس الوزراء بتعيين الوزراء، وبعض الدول الأخرى ذات النظام الجمهوري أيضا يقوم فيها رئيس الجمهورية بتعيينهم.
اما بالنسبة للدول الملكية فيقوم الملك بتعيين الوزراء، وأحيانا يطلق عليهم الامراء وقد يكونوا من اسرة الملك أو غير ذلك، وفي بعض الدول الملكية الأخرى يقوم رئيس الوزراء بتعيينهم مثل المملكة المتحدة.